# Volta a Portugal de 2010
c

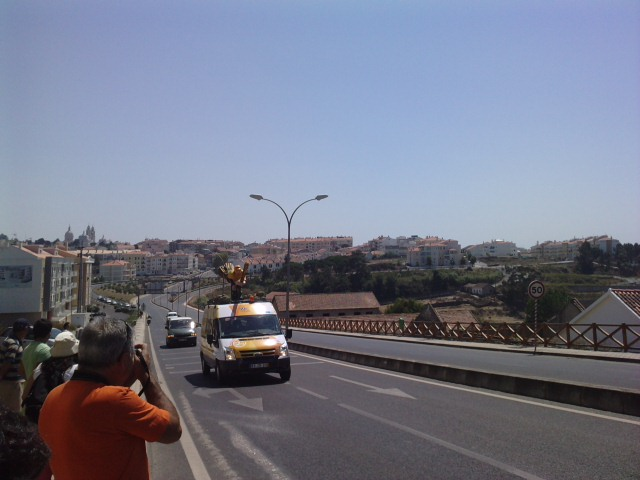
Carro-vassoura da Volta a Portugal de 2010, na passagem da prova pelo lugar da Paz, em Mafra, a 15 de Agosto de 2010

A 72ª edição da Volta a Portugal em Bicicleta foi disputada entre 4 e 15 de Agosto de 2010, num total de 10 etapas e um Prólogo, com um dia de descanso pelo meio. A Volta a Portugal, em 2010, baixou de categoria, deixando de ser do escalão 2.HC para passar a ser de categoria 2.1 
Houve várias novidades na edição de 2010 da Volta a Portugal. Pela primeira vez em dez anos a prova terminou na Capital do país, Lisboa. As partidas de Gouveia, Aveiro, Barcelos ou Oliveira do Hospital e as chegadas a Oliveira de Azeméis, Viana do Castelo, Lamego e Oliveira do Bairro foram outras novidades. Pela primeira vez desde que foi re-introduzido, o prólogo foi disputado em Viseu. Assim, e ao contrário do que vem sendo habitual desde 2006, o contra-relógio final este ano não foi disputado em Viseu, mas sim entre Pedrógão e Leiria. Também ao contrário do que tem sido hábito nos últimos anos o contra-relógio não foi disputado na última etapa (foi disputado na penúltima etapa - a 9ª).

## Equipas

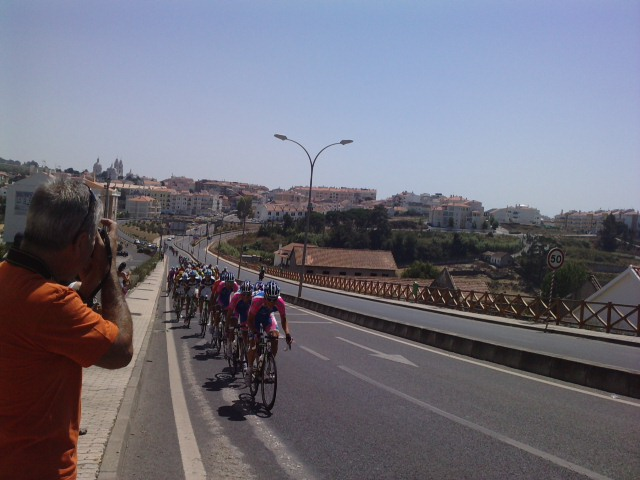
Pelotão da Volta a Portugal de 2010, na passagem da prova pelo lugar da Paz, em Mafra, a 15 de Agosto de 2010

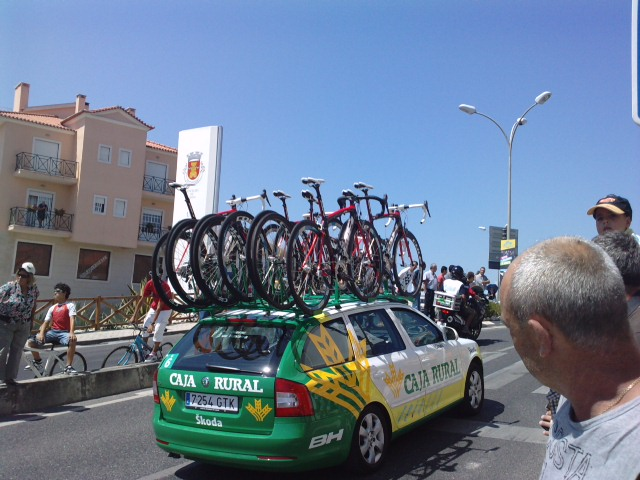
Carro de apoio da equipa Caja Rural da Volta a Portugal de 2010, na passagem da prova pelo lugar da Paz, em Mafra, a 15 de Agosto de 2010

Em Julho de 2010 foram confirmadas as equipas participantes na Volta a Portugal de 2010, com apenas uma equipa do maior escalão do ciclismo internacional, UCI ProTour. Também foram menos as equipas do segundo maior escalão, o UCI Continental Profissional. Foram estas as equipas a participar nesta edição da Volta a Portugal:
| Categoria                    | Equipa                            | Sigla |
| ---------------------------- | --------------------------------- | ----- |
| UCI ProTour                  | Lampre-Farnese Vini               | LAM   |
| UCI Continental Profissional | Andalucía-Cajasur                 | ACA   |
| UCI Continental Profissional | Bbox Bouygues Telecom             | BTL   |
| UCI Continental Profissional | CarmioOro-NGC                     | CMO   |
| UCI Continental Profissional | ISD-NERI                          | ISD   |
| UCI Continental Profissional | Saur-Sojasun                      | SAU   |
| UCI Continental Profissional | Xacobeo-Galicia                   | XGA   |
| UCI Continental              | Amore & Vita-Conad                | AMO   |
| UCI Continental              | Barbot-Siper                      | BSP   |
| UCI Continental              | Caja Rural                        | CJR   |
| UCI Continental              | CC Loulé-Louletano-Aquashow       | LLA   |
| UCI Continental              | LA Alumínios-Rota dos Móveis      | ALU   |
| UCI Continental              | Madeinox-Boavista                 | MAD   |
| UCI Continental              | Palmeiras Resort-Prio             | PAL   |
| UCI Continental              | Rabobank                          | RAB   |
| UCI Continental              | Selecção Nacional-Liberty Seguros | POR   |

## Favoritos, surpresas e vencedores finais

### Favoritos
Nota: A negrito, os vencedores de edições anteriores da Volta a Portugal

Dos vários corredores, os mais apontados para a vitória final na prova, à partida, eram:
- David Blanco (Palmeiras Resort-Prio-Tavira)
- Cândido Barbosa (Palmeiras Resort-Prio-Tavira)
- Santiago Pérez (CC Loulé-Louletano-Aquashow)
- Emanuele Sella (Carmiooro-NGC)
- Sergio Pardilla (Carmiooro-NGC)

### Surpresas
Nesta edição da Volta a Portugal em Bicicleta, as grandes surpresas foram Hernâni Brôco e David Bernabéu, que apesar de não terem ganho qualquer camisola, estiveram bastante bem na prova. Hernâni Brôco esteve nos três primeiros da prova entre as etapas 4 e 9, e David Bernabéu foi o segundo classificado na prova.. Oleg Chuzda ganhou a 2ª etapa e foi o líder da prova até à 3ª etapa, além de ser líder da classificação geral da montanha por alguns dias, sendo também uma surpresa positiva. A equipa Barbot-Siper também surpreendeu pela positiva ao ganhar a classificação geral por equipas.

### Vencedores[7]
Dos favoritos à partida, só David Blanco é que conseguiu pelo menos uma camisola, tendo ganho a classificação geral individual (camisola amarela) e a classificação da montanha (camisola verde). Dos restantes favoritos Sergio Pardilla foi o melhor classificado na geral individual (terceiro, a 1 minuto e 49 segundos do vencedor). Santiago Pérez foi o terceiro melhor dos favoritos à partida (13º), enquanto que os restantes favoritos não figuraram sequer nos 15 primeiros da classificação geral individual final. Contudo, Cândido Barbosa chegou a vencer uma etapa, mais concretamente a 10ª e última etapa, além de ter sido o líder da prova por um dia (ganhou a camisola amarela na 3ª etapa e "vestiu de amarelo" na 4ª etapa).
| Classificação                   | Vencedor        |
| Classificação Geral Individual  | David Blanco    |
| Classificação por Pontos        | Sérgio Ribeiro  |
| Classificação da Montanha       | David Blanco    |
| Classificação da Juventude      | Alfredo Balloni |
| Classificação Geral por Equipas | Barbot-Siper    |

## Etapas[2]
| Etapa            | Data         | Ligação                                                     | Distância                                              | Vencedor da etapa                                      | Equipa                                                 | Líder da classificação geral individual | Equipa                       | Equipa Líder da classificação geral das equipas |
| Prólogo          | 4 de Agosto  | Viseu-Viseu                                                 | 5.5 km                                                 | Jimmy Engoulvent                                       | Saur-Sojasun                                           | Jimmy Engoulvent                        | Saur-Sojasun                 | Saur-Sojasun                                    |
| 1ª               | 5 de Agosto  | Gouveia-Oliveira de Azeméis                                 | 188.0 km                                               | Oleg Chuzda                                            | Caja Rural                                             | Oleg Chuzda                             | Caja Rural                   | Caja Rural                                      |
| 2ª               | 6 de Agosto  | Aveiro-Santo Tirso (Alto da Nossa Sra. da Assunção          | 152.4 km                                               | Sérgio Ribeiro                                         | Barbot-Siper                                           | Oleg Chuzda                             | Caja Rural                   | Caja Rural                                      |
| 3ª               | 7 de Agosto  | Santo Tirso-Viana do Castelo                                | 173.7 km                                               | Jimmy Casper                                           | Saur-Sojasun                                           | Cândido Barbosa                         | Palmeiras Resort-Prio-Tavira | Caja Rural                                      |
| 4ª               | 8 de Agosto  | Barcelos-Mondim de Basto (Alto da Sra. da Graça)            | 175.8 km                                               | David Blanco                                           | Palmeiras Resort-Prio-Tavira                           | David Blanco                            | Palmeiras Resort-Prio-Tavira | Palmeiras Resort-Prio-Tavira                    |
| Dia de Descanso  | 9 de Agosto  | Dia de Descanso - 4ª Etapa da Volta, Fafe - Sra. Graça      | Dia de Descanso - 4ª Etapa da Volta, Fafe - Sra. Graça | Dia de Descanso - 4ª Etapa da Volta, Fafe - Sra. Graça | Dia de Descanso - 4ª Etapa da Volta, Fafe - Sra. Graça | David Blanco                            | Palmeiras Resort-Prio-Tavira | Palmeiras Resort-Prio-Tavira                    |
| 5ª               | 10 de Agosto | Fafe-Lamego                                                 | 172.4 km                                               | José Herrada                                           | Caja Rural                                             | David Blanco                            | Palmeiras Resort-Prio-Tavira | Palmeiras Resort-Prio-Tavira                    |
| 6ª               | 11 de Agosto | Moimenta da Beira-Castelo Branco                            | 221.1 km                                               | Joaquin Ortega                                         | Barbot-Siper                                           | David Blanco                            | Palmeiras Resort-Prio-Tavira | Barbot-Siper                                    |
| 7ª               | 12 de Agosto | Idanha-a-Nova-Manteigas (Serra da Estrela, Alto da Torre) * | 122.9 km *                                             | David Blanco                                           | Palmeiras Resort-Prio-Tavira                           | David Blanco                            | Palmeiras Resort-Prio-Tavira | LA Alumínios-Rota dos Móveis                    |
| 8ª               | 13 de Agosto | Oliveira do Hospital-Oliveira do Bairro                     | 169.9 km                                               | Sérgio Ribeiro ***                                     | Barbot-Siper ***                                       | David Blanco                            | Palmeiras Resort-Prio-Tavira | LA Alumínios-Rota dos Móveis                    |
| 9ª               | 14 de Agosto | Pedrógão-Leiria (contra-relógio individual)                 | 36.2 km                                                | David Bernabéu                                         | Barbot-Siper                                           | David Blanco                            | Palmeiras Resort-Prio-Tavira | Barbot-Siper                                    |
| 10ª              | 15 de Agosto | Sintra-Lisboa                                               | 154.2 km                                               | Cândido Barbosa ****                                   | Palmeiras Resort-Prio-Tavira ****                      | David Blanco                            | Palmeiras Resort-Prio-Tavira | Barbot-Siper                                    |
| Etapa da Volta** | 9 de Agosto  | Fafe-Mondim de Basto (Alto da Sra. da Graça)                | 67.0 km                                                | José Rodrigues                                         | Bike World Racing Team                                 | —                                       | —                            | —                                               |

* - A 7ª etapa, que ligou Idanha-a-Nova ao Alto da Torre (Serra da Estrela, Manteigas/Piornos), tinha originalmente 168 km, mas foi encurtada em cerca de 45 km devido aos incêndios florestais que assolaram a encosta da Serra por onde os ciclistas iriam subir segundo o percurso planeado (Seia). A subida por si só foi encurtada em 10 km. A título de curiosidade, a etapa iria ter início às 12h30 do dia 12 de Agosto de 2010, mas com as alterações já referidas a partida da etapa foi adiada para as 13h30 do mesmo dia.

** - "Etapa" realizada no Dia de Descanso, que é um "passatempo" para os cicloturistas, que se devem inscrever atempadamente se quiserem participar nesta "etapa".

*** - Cândido Barbosa (Palmeiras Resort-Prio-Tavira) foi o vencedor da 8ª Etapa na estrada, mas foi desclassificado por um sprint irregular (mudou de trajectória, o que prejudicou o sprint de Sérgio Ribeiro (Barbot-Siper), que ficou em segundo na estrada e acabou por vencer depois da desclassificação de Cândido Barbosa

'**** - Julien Simon (Saur-Sojasun) foi o vencedor da 10ª Etapa na estrada, sendo desclassificado devido a uma irregularidade no sprint (Cândido Barbosa - 2º classificado na estrada - diz ter sido tocado por Julien Simon, o que o terá impedido de fazer bem o sprint). Com a desclassificação de Julien Simon foi Cândido Barbosa, da equipa Palmeiras Resort-Prio-Tavira, a vencer a etapa

## Líderes por Etapa/Evolução das Camisolas
| Classificação                       | Prólogo                | Etapa 1            | Etapa 2              | Etapa 3               | Etapa 4                      | Etapa 5                      | Etapa 6              | Etapa 7                      | Etapa 8                      | Etapa 9               | Etapa 10              |
| ----------------------------------- | ---------------------- | ------------------ | -------------------- | --------------------- | ---------------------------- | ---------------------------- | -------------------- | ---------------------------- | ---------------------------- | --------------------- | --------------------- |
| Vencedor da Etapa                   | Jimmy Engoulvent (SAU) | Oleg Chuzhda (CJR) | Sérgio Ribeiro (BSP) | Jimmy Casper (SAU)    | David Blanco (PRT)           | José Herrada (CJR)           | Joaquin Ortega (BSP) | David Blanco (PRT)           | Sérgio Ribeiro (BSP)         | David Bernabéu (BSP)  | Cândido Barbosa (PRT) |
| Geral Individual (Camisola Amarela) | Jimmy Engoulvent (SAU) | Oleg Chuzhda (CJR) | Oleg Chuzhda (CJR)   | Cândido Barbosa (PRT) | David Blanco (PRT)           | David Blanco (PRT)           | David Blanco (PRT)   | David Blanco (PRT)           | David Blanco (PRT)           | David Blanco (PRT)    | David Blanco (PRT)    |
| Pontos (Camisola Branca)            | Jimmy Engoulvent (SAU) | Oleg Chuzhda (CJR) | Sérgio Ribeiro (BSP) | Cândido Barbosa (PRT) | Cândido Barbosa (PRT)        | Sérgio Ribeiro(BSP)          | Sérgio Ribeiro(BSP)  | David Blanco (PRT)           | Sérgio Ribeiro (BSP)         | David Blanco (PRT)    | Sérgio Ribeiro (BSP)  |
| Montanha (Camisola Verde)           | N/A                    | Oleg Chuzhda (CJR) | Oleg Chuzhda (CJR)   | Hélder Oliveira (BSP) | Oleg Chuzda (CJR)            | Oleg Chuzda (CJR)            | Oleg Chuzda (CJR)    | David Blanco (PRT)           | David Blanco (PRT)           | David Blanco (PRT)    | David Blanco (PRT)    |
| Juventude (Camisola Laranja)        | Jetse Bol (RAB)        | Jetse Bol (RAB)    | Joni Brandão (POR)   | Joni Brandão (POR)    | Ricardo Vilela (MAD)         | Ricardo Vilela (MAD)         | Ricardo Vilela (MAD) | Ricardo Vilela (MAD)         | Ricardo Vilela (MAD)         | Alfredo Balloni (LAM) | Alfredo Balloni (LAM) |
| Equipas                             | Saur-Sojasun           | Caja Rural         | Caja Rural           | Caja Rural            | Palmeiras Resort-Prio-Tavira | Palmeiras Resort-Prio-Tavira | Barbot-Siper         | LA Alumínios-Rota dos Móveis | LA Alumínios-Rota dos Móveis | Barbot-Siper          | Barbot-Siper          |
| Classificação                       | Prólogo                | Etapa 1            | Etapa 2              | Etapa 3               | Etapa 4                      | Etapa 5                      | Etapa 6              | Etapa 7                      | Etapa 8                      | Etapa 9               | Etapa 10              |

Nota: Entre parêntesis a sigla da Equipa

## Etapa a etapa
Nota 1: Nestas classificações só estão incluídos os dez primeiros.

Nota 2: Os três primeiros classificados de cada etapa recebem uma bonificação de tempo, à excepção do Prólogo e do Contra-Relógio Individual.

Nota 3: A sigla m.t. na coluna do tempo significa mesmo tempo, ou seja, que o ciclista cuja indicação de tempo é m.t. cortou a meta ou está classificado no mesmo tempo do que o ciclista da frente.

### Prólogo[11]
| Classificação da Etapa (e Classificação Geral Individual, visto ser a primeira classificação final da prova) | Classificação da Etapa (e Classificação Geral Individual, visto ser a primeira classificação final da prova) | Classificação da Etapa (e Classificação Geral Individual, visto ser a primeira classificação final da prova) | Classificação da Etapa (e Classificação Geral Individual, visto ser a primeira classificação final da prova) | Classificação da Etapa (e Classificação Geral Individual, visto ser a primeira classificação final da prova) |
| Pos | Ciclista | País | Equipa | Tempo |
| --- | --- | --- | --- | --- |
| 1 | Jimmy Engoulvent                                                                                             | França | Saur-Sojasun                                                                                                 | 0h06m25s |
| 2 | Vladimir Isaichev                                                                                            | Rússia | Xacobeo-Galicia                                                                                              | a 5s |
| 3 | Alejandro Marque                                                                                             | Espanha | Palmeiras Resort-Prio-Tavira                                                                                 | m.t. |
| 4 | Patrik Sinkewitz                                                                                             | Alemanha | ISD-Neri | m.t. |
| 5 | Jesus Del Nero                                                                                               | Espanha | CC Loulé-Louletano-Aquashow                                                                                  | a 6s |
| 6 | Jetse Bol | Países Baixos                                                                                                | Rabobank Continental                                                                                         | a 7s |
| 7 | Filipe Cardoso                                                                                               | Portugal | LA Alumínios-Rota dos Móveis                                                                                 | m.t. |
| 8 | David Blanco                                                                                                 | Espanha | Palmeiras Resort-Prio-Tavira                                                                                 | m.t. |
| 9 | Hugo Sabido                                                                                                  | Portugal | LA Alumínios-Rota dos Móveis                                                                                 | a 9s |
| 10 | Ciryl Lemoine                                                                                                | França | Saur-Sojasun                                                                                                 | m.t. |

### Etapa 1[8]
| Classificação da Etapa | Classificação da Etapa | Classificação da Etapa | Classificação da Etapa       | Classificação da Etapa |
| Pos                    | Ciclista               | País                   | Equipa                       | Tempo                  |
| ---------------------- | ---------------------- | ---------------------- | ---------------------------- | ---------------------- |
| 1                      | Oleg Chuzda            | Ucrânia                | Caja Rural                   | 4h59m10s               |
| 2                      | Sérgio Ribeiro         | Portugal               | Barbot-Siper                 | a 1m24s                |
| 3                      | Cândido Barbosa        | Portugal               | Palmeiras Resort-Prio-Tavira | m.t.                   |
| 4                      | Danail Petrov          | Bulgária               | Madeinox-Boavista            | a 1m27s                |
| 5                      | Patrik Sinkewitz       | Alemanha               | ISD-Neri                     | m.t.                   |
| 6                      | Daniele Pietropolli    | Itália                 | Lampre-Farnese Vini          | m.t.                   |
| 7                      | Juan José Lobato       | Espanha                | Andalucia-Cajasur            | m.t.                   |
| 8                      | David Blanco           | Espanha                | Palmeiras Resort-Prio-Tavira | m.t.                   |
| 9                      | Filipe Cardoso         | Portugal               | LA Alumínios-Rota dos Móveis | m.t.                   |
| 10                     | Daniele Ratto          | Itália                 | Carmiooro-NGC                | m.t.                   |

| Classificação Geral Individual | Classificação Geral Individual | Classificação Geral Individual | Classificação Geral Individual | Classificação Geral Individual |
| Pos                            | Ciclista                       | País                           | Equipa                         | Tempo                          |
| ------------------------------ | ------------------------------ | ------------------------------ | ------------------------------ | ------------------------------ |
| 1                              | Oleg Chuzda                    | Ucrânia                        | Caja Rural                     | 5h05m33s                       |
| 2                              | Cândido Barbosa                | Portugal                       | Palmeiras Resort-Prio-Tavira   | a 1m32s                        |
| 3                              | Patrik Sinkewitz               | Alemanha                       | ISD-Neri                       | a 1m34s                        |
| 4                              | Jimmy Engoulvent               | França                         | Saur-Sojasun                   | a 1m36s                        |
| 5                              | Jetse Bol                      | Países Baixos                  | Rabobank Continental           | m.t.                           |
| 6                              | Filipe Cardoso                 | Portugal                       | LA Alumínios-Rota dos Móveis   | m.t.                           |
| 7                              | David Blanco                   | Espanha                        | Palmeiras Resort-Prio-Tavira   | m.t.                           |
| 8                              | Hugo Sabido                    | Portugal                       | A Alumínios-Rota dos Móveis    | a 1m38s                        |
| 9                              | Boy van Poppel                 | Países Baixos                  | Rabobank Continental           | a 1m40s                        |
| 10                             | Alejandro Marque               | Espanha                        | Palmeiras Resort-Prio-Tavira   | a 1m41s                        |

### Etapa 2[9]
| Classificação da Etapa | Classificação da Etapa | Classificação da Etapa | Classificação da Etapa                         | Classificação da Etapa |
| Pos                    | Ciclista               | País                   | Equipa                                         | Tempo                  |
| ---------------------- | ---------------------- | ---------------------- | ---------------------------------------------- | ---------------------- |
| 1                      | Sérgio Ribeiro         | Portugal               | Barbot-Siper                                   | 4h00m37s               |
| 2                      | David Blanco           | Espanha                | Palmeiras Resort-Prio-Tavira                   | a 1s                   |
| 3                      | Cândido Barbosa        | Portugal               | Palmeiras Resort-Prio-Tavira                   | m.t.                   |
| 4                      | Sérgio Pardilla        | Espanha                | Carmiooro-NGC                                  | a 3s                   |
| 5                      | Vítor Rodrigues        | Portugal               | Caja Rural                                     | a 5s                   |
| 6                      | David Bernabéu         | Espanha                | Barbot-Siper                                   | m.t.                   |
| 7                      | Hernâni Brôco          | Portugal               | LA Alumínios-Rota dos Móveis                   | a 8s                   |
| 8                      | Rui Sousa              | Portugal               | Barbot-Siper                                   | m.t.                   |
| 9                      | João Benta             | Portugal               | Madeinox-Boavista                              | m.t.                   |
| 10                     | Santiago Perez         | Espanha                | Centro de Ciclismo de Loulé-Louletano-Aquashow | m.t.                   |

| Classificação Geral Individual | Classificação Geral Individual | Classificação Geral Individual | Classificação Geral Individual | Classificação Geral Individual |
| Pos                            | Ciclista                       | País                           | Equipa                         | Tempo                          |
| ------------------------------ | ------------------------------ | ------------------------------ | ------------------------------ | ------------------------------ |
| 1                              | Oleg Chuzda                    | Ucrânia                        | Caja Rural                     | 9h07m36s                       |
| 2                              | Cândido Barbosa                | Portugal                       | Palmeiras Resort-Prio-Tavira   | a 3s                           |
| 3                              | David Blanco                   | Espanha                        | Palmeiras Resort-Prio-Tavira   | a 5s                           |
| 4                              | Sérgio Ribeiro                 | Portugal                       | Barbot-Siper                   | a 13s                          |
| 5                              | Sérgio Pardilla                | Espanha                        | Carmiooro-NGC                  | a 18s                          |
| 6                              | Patrik Sinkewitz               | Alemanha                       | ISD-Neri                       | a 20s                          |
| 7                              | David Bernabéu                 | Espanha                        | Barbot-Siper                   | a 19s                          |
| 8                              | Hugo Sabido                    | Portugal                       | LA Alumínios-Rota dos Móveis   | m.t.                           |
| 9                              | Santiago Perez                 | Espanha                        | CC Loulé-Louletano-Aquashow    | a 29s                          |
| 10                             | Danail Petrov                  | Bulgária                       | Madeinox-Boavista              | a 31s                          |

### Etapa 3[10]
| Classificação da Etapa | Classificação da Etapa | Classificação da Etapa | Classificação da Etapa       | Classificação da Etapa |
| Pos                    | Ciclista               | País                   | Equipa                       | Tempo                  |
| ---------------------- | ---------------------- | ---------------------- | ---------------------------- | ---------------------- |
| 1                      | Jimmy Casper           | França                 | Saur-Sojasun                 | 4h22m02s               |
| 2                      | Cândido Barbosa        | Portugal               | Palmeiras Resort-Prio-Tavira | m.t.                   |
| 3                      | Juan José Lobato       | Espanha                | Andalucia-Cajasur            | m.t.                   |
| 4                      | Bruno Sancho           | Portugal               | LA Alumínios-Rota dos Móveis | m.t.                   |
| 5                      | Daniele Ratto          | Itália                 | Carmiooro-NGC                | m.t.                   |
| 6                      | Joaquin Sobrio         | Espanha                | Caja Rural                   | m.t.                   |
| 7                      | Sérgio Ribeiro         | Portugal               | Barbot-Siper                 | m.t.                   |
| 8                      | Pedro Soeiro           | Portugal               | CC Loulé-Louletano-Aquashow  | m.t.                   |
| 9                      | Marco Cunha            | Portugal               | Madeinox-Boavista            | m.t.                   |
| 10                     | Denys Kostyuk          | Ucrânia                | ISD-Neri                     | m.t.                   |

| Classificação Geral Individual | Classificação Geral Individual | Classificação Geral Individual | Classificação Geral Individual | Classificação Geral Individual |
| Pos                            | Ciclista                       | País                           | Equipa                         | Tempo                          |
| ------------------------------ | ------------------------------ | ------------------------------ | ------------------------------ | ------------------------------ |
| 1                              | Cândido Barbosa                | Portugal                       | Palmeiras Resort-Prio-Tavira   | 13h29m35s                      |
| 2                              | Oleg Chuzda                    | Ucrânia                        | Cuja Rural                     | a 3s                           |
| 3                              | David Blanco                   | Espanha                        | Palmeiras Resort-Prio-Tavira   | a 11s                          |
| 4                              | Sérgio Ribeiro                 | Portugal                       | Barbot-Siper                   | a 16s                          |
| 5                              | Sérgio Pardilla                | Espanha                        | Carmiooro-NGC                  | a 21s                          |
| 6                              | Patrik Sinkewitz               | Alemanha                       | ISD-Neri                       | a 22s                          |
| 7                              | David Bernabéu                 | Espanha                        | Barbot-Siper                   | a 30s                          |
| 8                              | Hugo Sabido                    | Portugal                       | LA Alumínios-Rota dos Móveis   | m.t.                           |
| 9                              | Santiago Perez                 | Espanha                        | CC Loulé-Louletano-Aquashow    | a 32s                          |
| 10                             | Danail Petrov                  | Bulgária                       | Madeinox-Boavista              | a 34s                          |

### Etapa 4[12]
| Classificação da Etapa | Classificação da Etapa | Classificação da Etapa | Classificação da Etapa       | Classificação da Etapa |
| Pos                    | Ciclista               | País                   | Equipa                       | Tempo                  |
| ---------------------- | ---------------------- | ---------------------- | ---------------------------- | ---------------------- |
| 1                      | David Blanco           | Espanha                | Palmeiras Resort-Prio-Tavira | 4h43m50s               |
| 2                      | André Cardoso          | Portugal               | Palmeiras Resort-Prio-Tavira | a 6s                   |
| 3                      | Hernâni Brôco          | Portugal               | LA Alumínios-Rota dos Móveis | a 9s                   |
| 4                      | David Bernabéu         | Espanha                | Barbot-Siper                 | a 11s                  |
| 5                      | Daniel Silva           | Portugal               | CC Loulé-Louletano-Aquashow  | a 21s                  |
| 6                      | Rui Sousa              | Portugal               | Barbot-Siper                 | a 33s                  |
| 7                      | Patrik Sinkewitz       | Alemanha               | ISD-Neri                     | a 35s                  |
| 8                      | Nelson Vitorino        | Portugal               | Palmeiras Resort-Prio-Tavira | a 36s                  |
| 9                      | Virgílio Santos        | Portugal               | LA Alumínios-Rota dos Móveis | m.t.                   |
| 10                     | João Benta             | Portugal               | Madeinox-Boavista            | a 42s                  |

| Classificação Geral Individual | Classificação Geral Individual | Classificação Geral Individual | Classificação Geral Individual | Classificação Geral Individual |
| Pos                            | Ciclista                       | País                           | Equipa                         | Tempo                          |
| ------------------------------ | ------------------------------ | ------------------------------ | ------------------------------ | ------------------------------ |
| 1                              | David Blanco                   | Espanha                        | Palmeiras Resort-Prio-Tavira   | 18h13m23s                      |
| 2                              | David Bernabéu                 | Espanha                        | Barbot-Siper                   | a 43s                          |
| 3                              | Hernâni Brôco                  | Portugal                       | LA Alumínios-Rota dos Móveis   | a 44s                          |
| 4                              | Patrik Sinkewitz               | Alemanha                       | ISD-Neri                       | a 59s                          |
| 5                              | André Cardoso                  | Portugal                       | Palmeiras Resort-Prio-Tavira   | a 1m04s                        |
| 6                              | Sérgio Pardilla                | Espanha                        | Carmiooro-NGC                  | a 1m05s                        |
| 7                              | Rui Sousa                      | Portugal                       | Barbot-Siper                   | a 1m22s                        |
| 8                              | Virgílio Santos                | Portugal                       | LA Alumínios-Rota dos Móveis   | a 1m30s                        |
| 9                              | João Benta                     | Portugal                       | Madeinox-Boavista              | a 1m35s                        |
| 10                             | Sérgio Ribeiro                 | Portugal                       | Barbot-Siper                   | a 1m37s                        |

### Etapa 5[13]
| Classificação da Etapa | Classificação da Etapa | Classificação da Etapa | Classificação da Etapa       | Classificação da Etapa |
| Pos                    | Ciclista               | País                   | Equipa                       | Tempo                  |
| ---------------------- | ---------------------- | ---------------------- | ---------------------------- | ---------------------- |
| 1                      | José Herrada           | Espanha                | Caja Rural                   | 4h26m51s               |
| 2                      | Sérgio Ribeiro         | Portugal               | Barbot-Siper                 | a 13s                  |
| 3                      | Cândido Barbosa        | Portugal               | Palmeiras Resort-Prio-Tavira | m.t.                   |
| 4                      | Edgar Pinto            | Portugal               | LA Alumínios-Rota dos Móveis | m.t.                   |
| 5                      | Danail Petrov          | Bulgária               | Madeinox-Boavista            | m.t.                   |
| 6                      | Daniele Pietropolli    | Itália                 | Lampre-Farnese Vini          | m.t.                   |
| 7                      | Santiago Perez         | Espanha                | CC Loulé-Louletano-Aquashow  | m.t.                   |
| 8                      | David Bernabéu         | Espanha                | Barbot-Siper                 | m.t.                   |
| 9                      | David Blanco           | Espanha                | Palmeiras Resort-Prio-Tavira | m.t.                   |
| 10                     | Yannick Talabardon     | França                 | Saur-Sojasun                 | m.t.                   |

| Classificação Geral Individual | Classificação Geral Individual | Classificação Geral Individual | Classificação Geral Individual | Classificação Geral Individual |
| Pos                            | Ciclista                       | País                           | Equipa                         | Tempo                          |
| ------------------------------ | ------------------------------ | ------------------------------ | ------------------------------ | ------------------------------ |
| 1                              | David Blanco                   | Espanha                        | Palmeiras Resort-Prio-Tavira   | 22h40m27s                      |
| 2                              | David Bernabéu                 | Espanha                        | Barbot-Siper                   | a 43s                          |
| 3                              | Hernâni Brôco                  | Portugal                       | LA Alumínios-Rota dos Móveis   | a 44s                          |
| 4                              | Patrik Sinkewitz               | Alemanha                       | ISD-Neri                       | a 59s                          |
| 5                              | André Cardoso                  | Portugal                       | Palmeiras Resort-Prio-Tavira   | a 1m04s                        |
| 6                              | Sérgio Pardilla                | Espanha                        | Carmiooro-NGC                  | a 1m05s                        |
| 7                              | Rui Sousa                      | Portugal                       | Barbot-Siper                   | a 1m22s                        |
| 8                              | Virgílio Santos                | Portugal                       | LA Alumínios-Rota dos Móveis   | a 1m30s                        |
| 9                              | Sérgio Ribeiro                 | Portugal                       | Barbot-Siper                   | a 1m31s                        |
| 10                             | João Benta                     | Portugal                       | Madeinox-Boavista              | a 1m35s                        |

### Etapa 6[14]
| Classificação da Etapa | Classificação da Etapa | Classificação da Etapa | Classificação da Etapa       | Classificação da Etapa |
| Pos                    | Ciclista               | País                   | Equipa                       | Tempo                  |
| ---------------------- | ---------------------- | ---------------------- | ---------------------------- | ---------------------- |
| 1                      | Joaquin Ortega         | Espanha                | Barbot-Siper                 | 5h40m27s               |
| 2                      | José Mendes            | Portugal               | LA Alumínios-Rota dos Móveis | a 20s                  |
| 3                      | Carlo Scognamiglio     | Itália                 | ISD-Neri                     | a 1m14s                |
| 4                      | Angel Vicioso          | Espanha                | Andalucia-Cajasur            | m.t.                   |
| 5                      | Luís Pinheiro          | Portugal               | Madeinox-Boavista            | m.t.                   |
| 6                      | Rodrigo Garcia         | Espanha                | Xacobeo-Galicia              | a 2m39s                |
| 7                      | Jesus Rosendo          | Espanha                | Andalucia-Cajasur            | m.t.                   |
| 8                      | Celestino Pinho        | Portugal               | CC Loulé-Louletano-Aquashow  | a 3m09s                |
| 9                      | Cândido Barbosa        | Portugal               | Palmeiras Resort-Prio-Tavira | a 6m29s                |
| 10                     | Bruno Sancho           | Portugal               | LA Alumínios-Rota dos Móveis | m.t.                   |

| Classificação Geral Individual | Classificação Geral Individual | Classificação Geral Individual | Classificação Geral Individual | Classificação Geral Individual |
| Pos                            | Ciclista                       | País                           | Equipa                         | Tempo                          |
| ------------------------------ | ------------------------------ | ------------------------------ | ------------------------------ | ------------------------------ |
| 1                              | David Blanco                   | Espanha                        | Palmeiras Resort-Prio-Tavira   | 28h27m22s                      |
| 2                              | David Bernabéu                 | Espanha                        | Barbot-Siper                   | a 43s                          |
| 3                              | Hernâni Brôco                  | Portugal                       | LA Alumínios-Rota dos Móveis   | a 44s                          |
| 4                              | Patrik Sinkewitz               | Alemanha                       | ISD-Neri                       | a 59s                          |
| 5                              | André Cardoso                  | Portugal                       | Palmeiras Resort-Prio-Tavira   | a 1m04s                        |
| 6                              | Sérgio Pardilla                | Espanha                        | Carmiooro-NGC                  | a 1m05s                        |
| 7                              | Rui Sousa                      | Portugal                       | Barbot-Siper                   | a 1m22s                        |
| 8                              | Virgílio Santos                | Portugal                       | LA Alumínios-Rota dos Móveis   | a 1m30s                        |
| 9                              | Sérgio Ribeiro                 | Portugal                       | Barbot-Siper                   | a 1m31s                        |
| 10                             | João Benta                     | Portugal                       | Madeinox-Boavista              | a 1m35s                        |

### Etapa 7[15]
| Classificação da Etapa | Classificação da Etapa | Classificação da Etapa | Classificação da Etapa       | Classificação da Etapa |
| Pos                    | Ciclista               | País                   | Equipa                       | Tempo                  |
| ---------------------- | ---------------------- | ---------------------- | ---------------------------- | ---------------------- |
| 1                      | David Blanco           | Espanha                | Palmeiras Resort-Prio Tavira | 3h26m59s               |
| 2                      | Hernâni Brôco          | Portugal               | LA Alumínios-Rota dos Móveis | a 5s                   |
| 3                      | Sérgio Pardilla        | Espanha                | Carmiooro-NGC                | m.t.                   |
| 4                      | Patrik Sinkewitz       | Alemanha               | ISD-Neri                     | a 7s                   |
| 5                      | David Bernabéu         | Espanha                | Barbot-Siper                 | a 11s                  |
| 6                      | Rui Sousa              | Portugal               | Barbot-Siper                 | a 15s                  |
| 7                      | Hugo Sabido            | Portugal               | LA Alumínios-Rota dos Móveis | a 30s                  |
| 8                      | Daniel Silva           | Portugal               | CC Loulé-Louletano-Aquashow  | a 40s                  |
| 9                      | Vítor Rodrigues        | Portugal               | Caja Rural                   | a 47s                  |
| 10                     | André Cardoso          | Portugal               | Palmeiras Resort-Prio-Tavira | m.t.                   |

| Classificação Geral Individual | Classificação Geral Individual | Classificação Geral Individual | Classificação Geral Individual | Classificação Geral Individual |
| Pos                            | Ciclista                       | País                           | Equipa                         | Tempo                          |
| ------------------------------ | ------------------------------ | ------------------------------ | ------------------------------ | ------------------------------ |
| 1                              | David Blanco                   | Espanha                        | Palmeiras Resort-Prio-Tavira   | 31h54m11s                      |
| 2                              | Hernâni Brôco                  | Portugal                       | LA Alumínios-Rota dos Móveis   | a 53s                          |
| 3                              | David Bernabéu                 | Espanha                        | Barbot-Siper                   | a 1m04s                        |
| 4                              | Sérgio Pardilla                | Espanha                        | Carmiooro-NGC                  | a 1m16s                        |
| 5                              | Patrik Sinkewitz               | Alemanha                       | ISD-Neri                       | m.t.                           |
| 6                              | Rui Sousa                      | Portugal                       | Barbot-Siper                   | a 1m47s                        |
| 7                              | André Cardoso                  | Portugal                       | Palmeiras Resort-Prio-Tavira   | a 2m01s                        |
| 8                              | Virgílio Santos                | Portugal                       | LA Alumínios-Rota dos Móveis   | a 2m27s                        |
| 9                              | Hugo Sabido                    | Portugal                       | LA Alumínios-Rota dos Móveis   | a 2m36s                        |
| 10                             | Vítor Rodrigues                | Portugal                       | Caja Rural                     | a 2m38s                        |

### Etapa 8[16]
| Classificação da Etapa | Classificação da Etapa | Classificação da Etapa | Classificação da Etapa       | Classificação da Etapa |
| Pos                    | Ciclista               | País                   | Equipa                       | Tempo                  |
| ---------------------- | ---------------------- | ---------------------- | ---------------------------- | ---------------------- |
| 1                      | Sérgio Ribeiro         | Portugal               | Barbot-Siper                 | 3h50m58s               |
| 2                      | Boy van Poppel         | Países Baixos          | Rabobank Continental         | m.t.                   |
| 3                      | Juan José Lobato       | Espanha                | Andalucia-Cajasur            | m.t.                   |
| 4                      | Daniele Ratto          | Itália                 | Carmiooro-NGC                | m.t.                   |
| 5                      | Bruno Sancho           | Portugal               | LA Alumínios-Rota dos Móveis | m.t.                   |
| 6                      | Yohann Gene            | França                 | Bbox Bouygues Telecom        | m.t.                   |
| 7                      | Danail Petrov          | Bulgária               | Madeinox-Boavista            | m.t.                   |
| 8                      | Jimmy Engoulvent       | França                 | Saur-Sojasun                 | m.t.                   |
| 9                      | Joaquin Sobrino        | Espanha                | Caja Rural                   | m.t.                   |
| 10                     | Jimmy Casper           | França                 | Saur-Sojasun                 | m.t.                   |

| Classificação Geral Individual | Classificação Geral Individual | Classificação Geral Individual | Classificação Geral Individual | Classificação Geral Individual |
| Pos                            | Ciclista                       | País                           | Equipa                         | Tempo                          |
| ------------------------------ | ------------------------------ | ------------------------------ | ------------------------------ | ------------------------------ |
| 1                              | David Blanco                   | Espanha                        | Palmeiras Resort-Prio-Tavira   | 31h54m11s                      |
| 2                              | Hernâni Brôco                  | Portugal                       | LA Alumínios-Rota dos Móveis   | a 53s                          |
| 3                              | David Bernabéu                 | Espanha                        | Barbot-Siper                   | a 1m04s                        |
| 4                              | Sérgio Pardilla                | Espanha                        | Carmiooro-NGC                  | a 1m16s                        |
| 5                              | Patrik Sinkewitz               | Alemanha                       | ISD-Neri                       | m.t.                           |
| 6                              | Rui Sousa                      | Portugal                       | Barbot-Siper                   | a 1m47s                        |
| 7                              | André Cardoso                  | Portugal                       | Palmeiras Resort-Prio-Tavira   | a 2m01s                        |
| 8                              | Virgílio Santos                | Portugal                       | LA Alumínios-Rota dos Móveis   | a 2m27s                        |
| 9                              | Hugo Sabido                    | Portugal                       | LA Alumínios-Rota dos Móveis   | a 2m36s                        |
| 10                             | Sérgio Ribeiro                 | Portugal                       | Barbot-Siper                   | a 2m38s                        |

### Etapa 9[17]
| Classificação da Etapa | Classificação da Etapa | Classificação da Etapa | Classificação da Etapa       | Classificação da Etapa |
| Pos                    | Ciclista               | País                   | Equipa                       | Tempo                  |
| ---------------------- | ---------------------- | ---------------------- | ---------------------------- | ---------------------- |
| 1                      | David Bernabéu         | Espanha                | Barbot-Siper                 | 37m45s                 |
| 2                      | David Blanco           | Espanha                | Palmeiras Resort-Prio-Tavira | a 27s                  |
| 3                      | Alejandro Marque       | Espanha                | Palmeiras Resort-Prio-Tavira | a 44s                  |
| 4                      | Vladimir Isaichev      | Rússia                 | Xacobeo-Galicia              | a 46s                  |
| 5                      | Nelson Oliveira        | Portugal               | Xacobeo-Galicia              | a 53s                  |
| 6                      | Sergio Pardilla        | Espanha                | Carmiooro-NGC                | a 1m00s                |
| 7                      | José De Segóvia        | Espanha                | Xacobeo-Galicia              | m.t.                   |
| 8                      | Patrik Sinkewitz       | Alemanha               | ISD-Neri                     | a 1m07s                |
| 9                      | Rui Sousa              | Portugal               | Barbot-Siper                 | a 1m09s                |
| 10                     | Gustavo Rodriguez      | Espanha                | Xacobeo-Galicia              |                        |

| Classificação Geral Individual | Classificação Geral Individual | Classificação Geral Individual | Classificação Geral Individual | Classificação Geral Individual |
| Pos                            | Ciclista                       | País                           | Equipa                         | Tempo                          |
| ------------------------------ | ------------------------------ | ------------------------------ | ------------------------------ | ------------------------------ |
| 1                              | David Blanco                   | Espanha                        | Palmeiras Resort-Prio-Tavira   | 36h23m21s                      |
| 2                              | David Bernabéu                 | Espanha                        | Barbot-Siper                   | a 37s                          |
| 3                              | Sergio Pardilla                | Espanha                        | Carmiooro-NGC                  | a 1m49s                        |
| 4                              | Patrik Sinkewitz               | Alemanha                       | ISD-Neri                       | a 1m56s                        |
| 5                              | Hernâni Brôco                  | Portugal                       | LA Alumínios-Rota dos Móveis   | a 2m06s                        |
| 6                              | Rui Sousa                      | Portugal                       | Barbot-Siper                   | a 2m29s                        |
| 7                              | Hugo Sabido                    | Portugal                       | LA Alumínios-Rota dos Móveis   | a 3m54s                        |
| 8                              | Ricardo Mestre                 | Portugal                       | Palmeiras Resort-Prio-Tavira   | a 4m41s                        |
| 9                              | André Cardoso                  | Portugal                       | Palmeiras Resort-Prio-Tavira   | a 4m44s                        |
| 10                             | Vítor Rodrigues                | Portugal                       | Caja Rural                     | a 4m52s                        |

### Etapa 10[7]
| Classificação da Etapa | Classificação da Etapa | Classificação da Etapa | Classificação da Etapa                         | Classificação da Etapa |
| Pos                    | Ciclista               | País                   | Equipa                                         | Tempo                  |
| ---------------------- | ---------------------- | ---------------------- | ---------------------------------------------- | ---------------------- |
| 1                      | Cândido Barbosa        | Portugal               | Palmeiras Resort-Prio-Tavira                   | 3h59m40s               |
| 2                      | Denys Kostyuk          | Ucrânia                | ISD-Neri                                       | m.t.                   |
| 3                      | Sérgio Ribeiro         | Portugal               | Barbot-Siper                                   | m.t.                   |
| 4                      | Boy van Poppel         | Países Baixos          | Rabobank Continental                           | m.t.                   |
| 5                      | Daniele Ratto          | Itália                 | ISD-Neri                                       | m.t.                   |
| 6                      | Volodymyr Bileka       | Ucrânia                | Amore & Vita-Conad                             | m.t.                   |
| 7                      | Patrik Sinkewitz       | Alemanha               | ISD-Neri                                       | m.t.                   |
| 8                      | Sergio Pardilla        | Espanha                | Carmiooro-NGC                                  | m.t.                   |
| 9                      | Angel Vicioso          | Espanha                | Andalucia-Cajasur                              | m.t.                   |
| 10                     | Pedro Soeiro           | Portugal               | Centro de Ciclismo de Loulé-Louletano-Aquashow | m.t.                   |

| Classificação Geral Individual | Classificação Geral Individual | Classificação Geral Individual | Classificação Geral Individual | Classificação Geral Individual |
| Pos                            | Ciclista                       | País                           | Equipa                         | Tempo                          |
| ------------------------------ | ------------------------------ | ------------------------------ | ------------------------------ | ------------------------------ |
| 1                              | David Blanco                   | Espanha                        | Palmeiras Resort-Prio-Tavira   | 40h23m01s                      |
| 2                              | David Bernabéu                 | Espanha                        | Barbot-Siper                   | a 37s                          |
| 3                              | Sergio Pardilla                | Espanha                        | Carmiooro-NGC                  | a 1m49s                        |
| 4                              | Patrik Sinkewitz               | Alemanha                       | ISD-Neri                       | a 1m56s                        |
| 5                              | Hernâni Brôco                  | Portugal                       | LA Alumínios-Rota dos Móveis   | a 2m06s                        |
| 6                              | Rui Sousa                      | Portugal                       | Barbot-Siper                   | a 2m29s                        |
| 7                              | Hugo Sabido                    | Portugal                       | LA Alumínios-Rota dos Móveis   | a 3m54s                        |
| 8                              | Ricardo Mestre                 | Portugal                       | Palmeiras Resort-Prio-Tavira   | a 4m41s                        |
| 9                              | André Cardoso                  | Portugal                       | Palmeiras Resort-Prio-Tavira   | a 4m44s                        |
| 10                             | Vítor Rodrigues                | Portugal                       | Caja Rural                     | a 4m52s                        |

### "Etapa da Volta RTP"[19][20]
* - "Etapa" realizada no Dia de Descanso, que é um "passatempo" e convívio para a comunidade cicloturista.